# Lobostemon paniculiformis
Lobostemon paniculiformis är en strävbladig växtart som beskrevs av Dc. Lobostemon paniculiformis ingår i släktet Lobostemon och familjen strävbladiga växter. Inga underarter finns listade i Catalogue of Life.